# Manuelita
A Manuelita 1999-ben bemutatott argentin 2D-s számítógépes animációs film, amelyet a Producciones García Ferré készített. Az animációs játékfilm rendezője Manuel García Ferré, producere Carlos Mentasti. A forgatókönyvet Manuel García Ferré és María Elena Walsh írta, a zenéjét Néstor D’Alessandro, Roberto Lar és María Elena Walsh szerezte.
Argentínában 1999. július 8-án mutatták be a mozikban.

## Szereplők
| Szereplő             | Hang                   |
| -------------------- | ---------------------- |
| Manuelita            | Rosario Sánchez Almada |
| Bartolito            | Cecilia Gispert        |
| Larguirucho          | Pelusa Suero           |
| Coco Liche           | Pelusa Suero           |
| Carlos Gardel        | Pelusa Suero           |
| Manuelita nagypapája | Néstor D’Alessandro    |
| Manuelita papája     | Ariel Abadi            |
| Manuelita mamája     | Norma Esteban          |
| A madarak ősatyja    | Enrique Conlazo        |
| Carey                | Susana Sisto           |

További szereplők hangja: Miguel Esteban, Keko Gervais, José Luis Perticarini, Liliana Mamone, Susana Sisto, Pelusa Suero